# Siebenlehn
Siebenlehn ist ein Gemeindeteil der sächsischen Stadt Großschirma im Landkreis Mittelsachsen. Bis 2003 war Siebenlehn eine eigenständige, mit Stadtrecht versehene Gebietskörperschaft. Durch die Fusion mit der benachbarten Gemeinde Großschirma zum 1. September 2003 ging das Stadtrecht von Siebenlehn auf Großschirma über.

## Geografie

### Geografische Lage
Siebenlehn liegt etwa 3 Kilometer südlich von Nossen am östlichen Rand des Zellwaldes und westlich der Freiberger Mulde. Westlich des Ortes verläuft die Bundesstraße 101 Freiberg–Meißen, nördlich die Bundesautobahn 4, die nächstgelegene Anschlussstelle liegt etwa 1 Kilometer nordwestlich des Ortskerns. Zu Siebenlehn gehört der sich im Südosten anschließende Gemeindeteil Breitenbach, der 1913 eingemeindet wurde.

### Nachbarorte
|             | Augustusberg                                | Nossen                   |
| Reichenbach | Kompassrose, die auf Nachbargemeinden zeigt | Hirschfeld und Reinsberg |
|             | Großvoigtsberg                              | Obergruna                |

## Geschichte

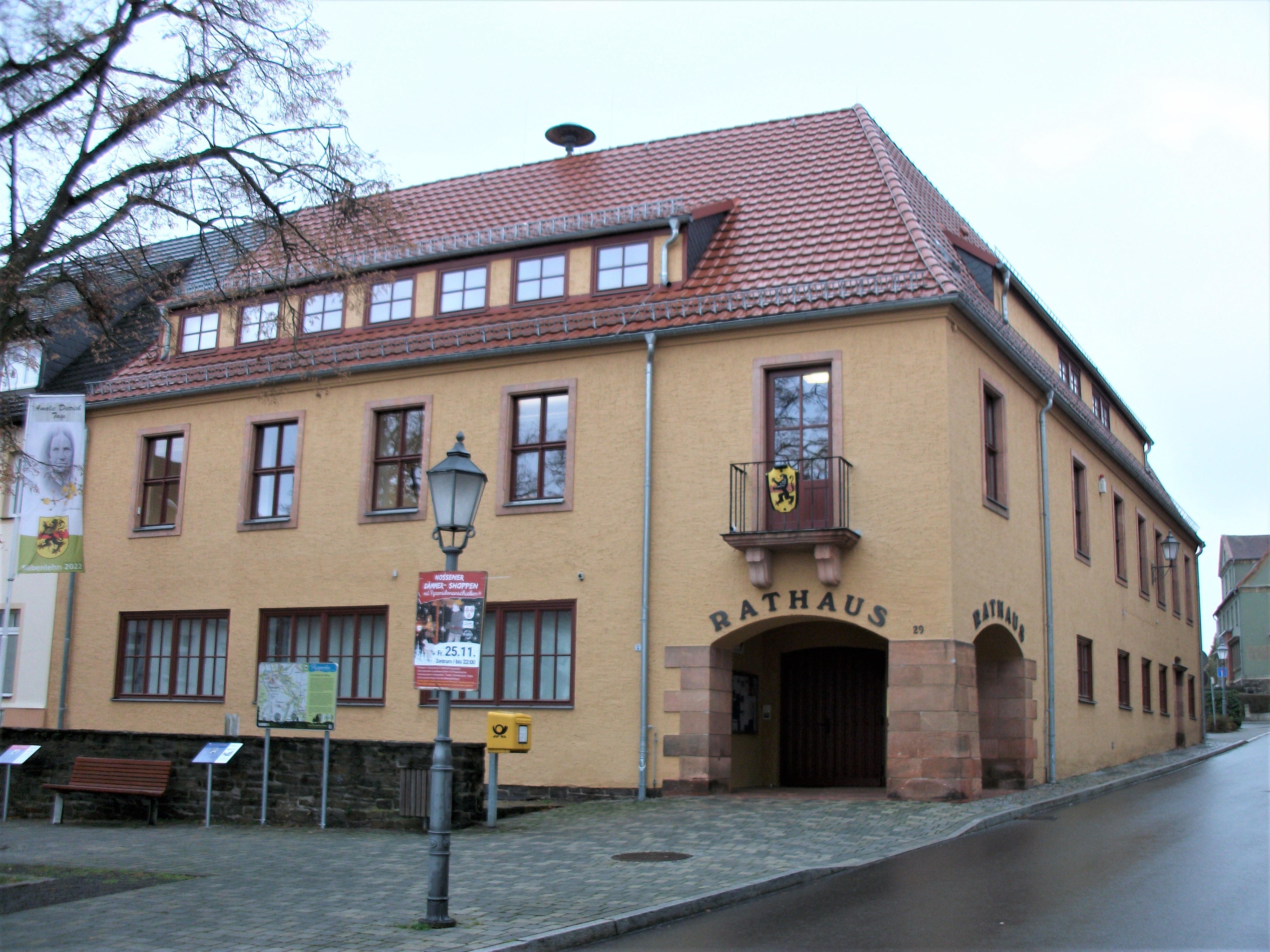
Rathaus Siebenlehn

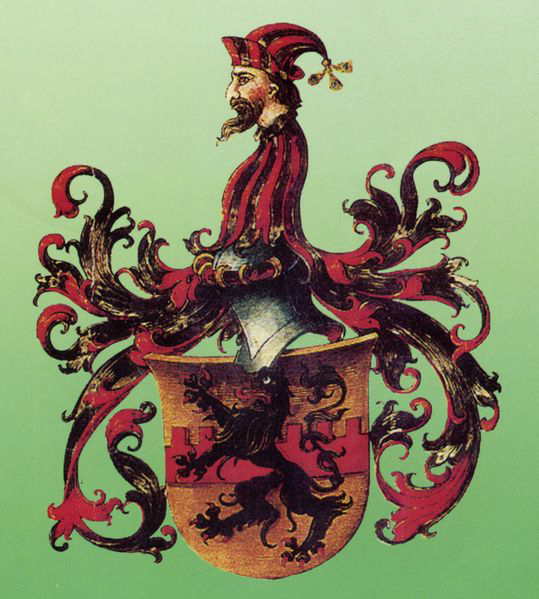
Markgräfliches Wappen von Siebenlehn

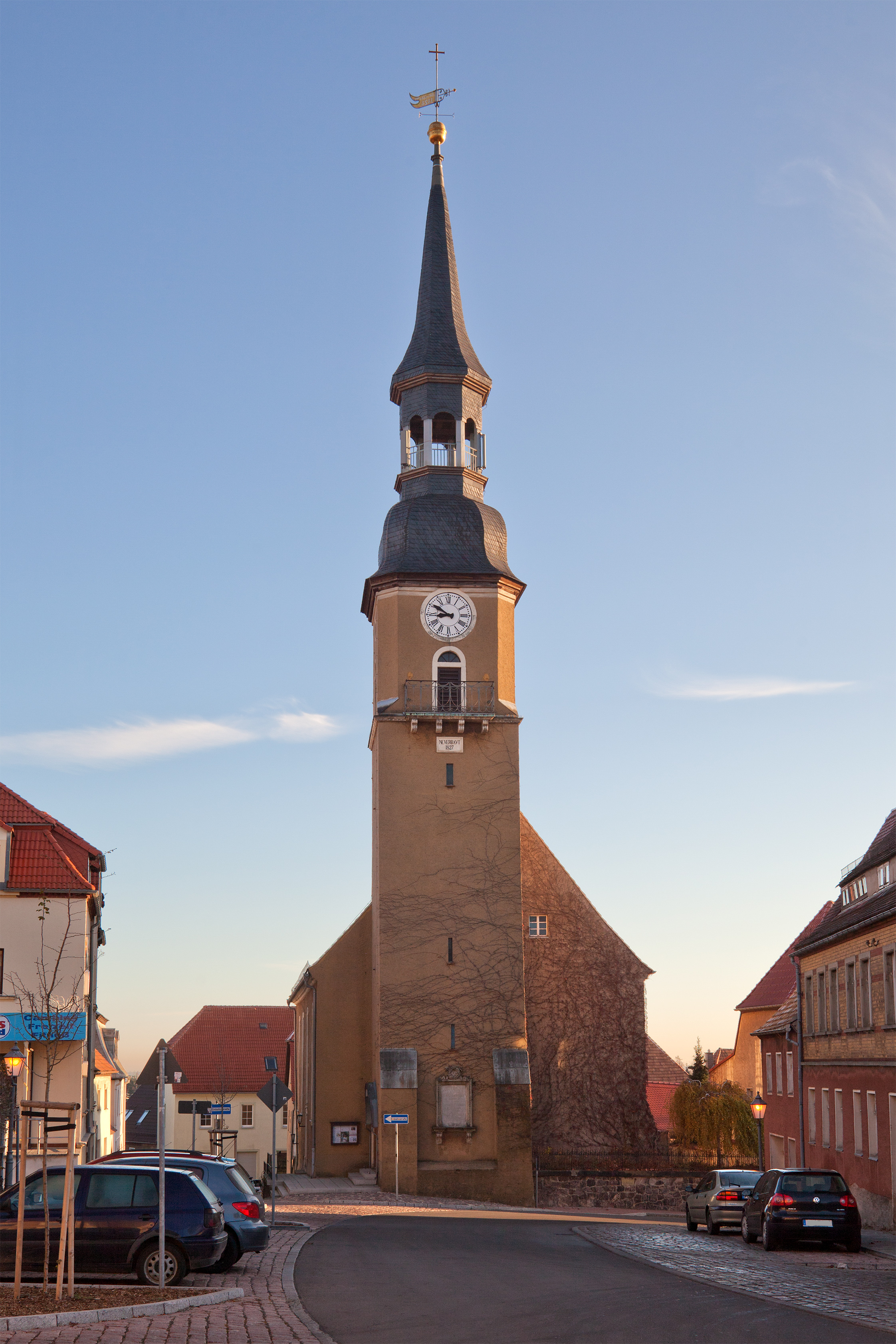
Kirche Siebenlehn

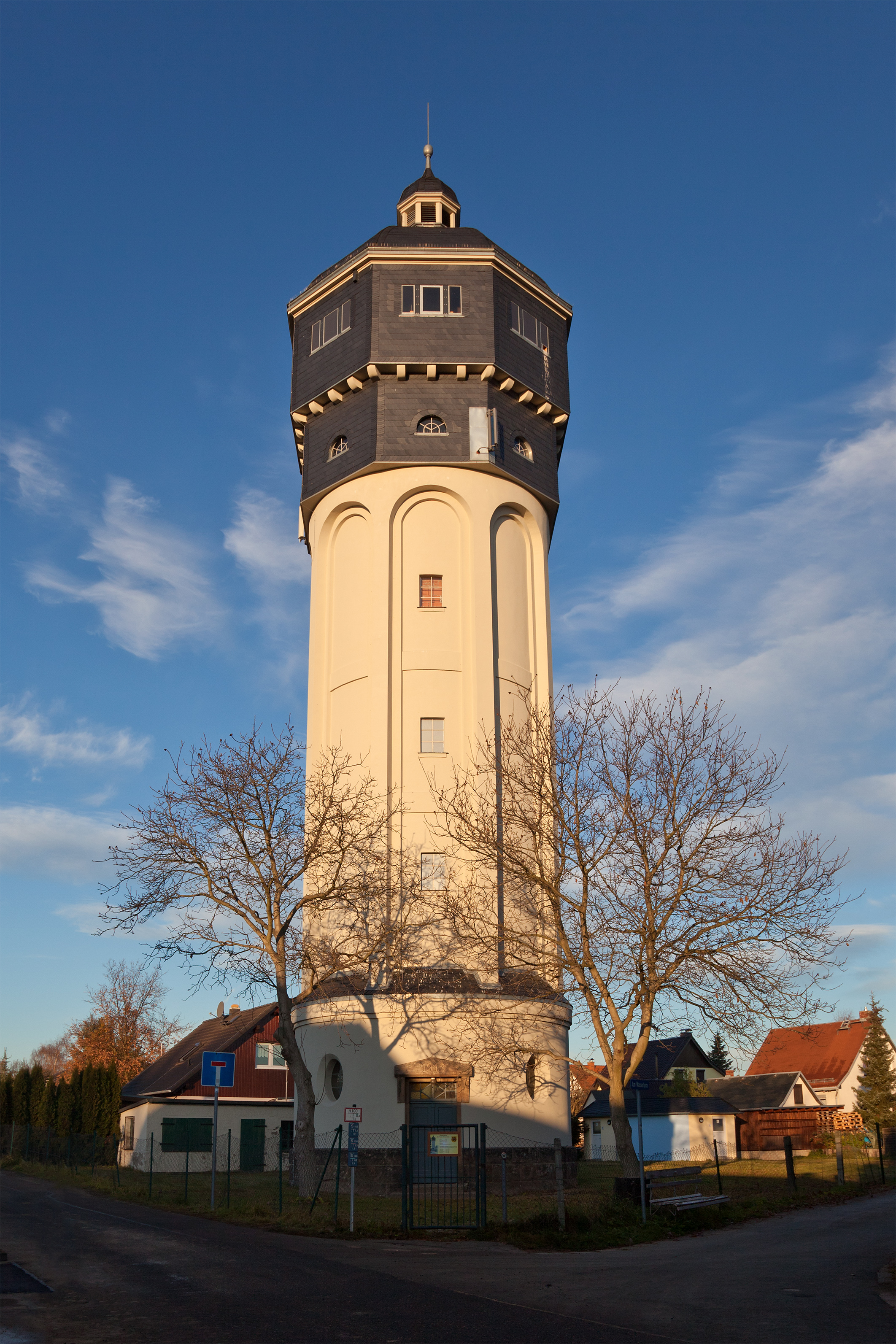
Wasserturm Siebenlehn

Das ursprüngliche Dorf mit Waldhufenflur entstand im Rahmen der Besiedlung der Region um die Mitte des 12. Jahrhunderts. Wenige Jahre später entstand im Zusammenhang mit dem erst 1343 urkundlich belegten Bergbau die planmäßig angelegte Stadt. 1370 erhielt der Ort, dessen Name sieben Lehen bedeutet, Stadt- und Marktrecht. 1388 wird Sybenlehn als Städtchen und Markt bezeichnet, 1449 als „Stetelin“ beim Kreisamt Freiberg im Erzgebirgischen Kreis. Ab 1439 hatte Siebenlehn eine eigene Pfarrei, nachdem die Kirche bis dahin Filialkirche von Nossen war. 1552 lag die Grundherrschaft über Siebeln mit 74 besessene Mann, 1 Häusler und 85 Inwohner beim Kloster Altzelle. 1723 wird Siebenlehn als Amtsstädtlein im Amt Nossen genannt.
Nachdem bereits seit dem Mittelalter die Weißbäcker und Fleischer eine überörtliche Bedeutung erlangt hatten, gewann ab dem 18. Jahrhundert das exportgewerblich orientierte Handwerk der Schuhmacher große Bedeutung. Die Siebenlehner Bäcker sollen eine berühmte Weihnachtsspezialität, den Christstollen, erfunden haben. Das „Christbrot“ erscheint in frühneuzeitlichen Quellen häufig als ein dem Nossener Amtmann dargereichtes Geschenk. Im Dreißigjährigen Krieg belieferten sie die von den Schweden belagerte Stadt Meißen. Dadurch gelangte das Rezept des Christstollens nach Dresden, von wo es seinen Siegeszug antrat. Seit etwa 1600 wird „Wachsschlägerei“ meist als Nebenerwerb betrieben. Siebenlehn war ein bedeutendes Zentrum des Wachshandels in Sachsen. So genannter „Wraas“ (Wachsreste und alte Waben) wurden zu goldgelbem Wachs verarbeitet.
Verwaltungsmäßig gehörte die Stadt Siebenlehn wie auch der Nachbarort Breitenbach bis 1856 zum Amt Nossen, ab 1856 zum Amtsgericht Nossen und ab 1875 zur Amtshauptmannschaft Meißen. 1913 wird Breitenbach eingemeindet.
Nach dem Zweiten Weltkrieg hatte Siebenlehn aufgrund des Zuzuges von etwa 500 Heimatvertriebenen sogar rund 2860 Einwohner (1946, 1950). Nach der zweiten DDR-Kreisreform im Jahr 1952 kam Siebenlehn zum Kreis Freiberg im Bezirk Karl-Marx-Stadt. Mit der politischen Wende 1989/1990 sank die Einwohnerzahl auf Grund von Abwanderungen auf etwa 1900. Am 1. Januar 1994 erfolgte die Eingemeindung von Obergruna, 1998 die Bildung einer Verwaltungsgemeinschaft mit Reinsberg und 2003 die Auflösung der Verwaltungsgemeinschaft Reinsberg-Siebenlehn. Zum 1. September 2003 wurde die stark verschuldete Stadt Siebenlehn als Stadtteil in die bisherige Gemeinde Großschirma eingegliedert, welcher damit das Stadtrecht zuerkannt wurde. Es war die erste Eingemeindung einer Stadt in eine Gemeinde in Sachsen. Seit 2008 gehört Siebenlehn zum Landkreis Mittelsachsen.
Entwicklung der Einwohnerzahl (ab 1998 jeweils zum 31. Dezember):
| - 1834 – 1422 - 1871 – 1925 - 1890 – 2231 - 1910 – 1993 - 1925 – 2305 - 1939 – 2368 - 1946 – 2860 - 1950 – 2852 - 1964 – 2499 - 1990 – 1983 | - 1998 – 2313 - 1999 – 2287 - 2000 – 2273 - 2001 – 2185 - 2002 – 2142 - 2003 – 2129 - 2015 – 1491 - 2018 – 1569 (30. Sept.) - 2020 – 1520 (30. Sept.) |

## Kultur und Sehenswürdigkeiten

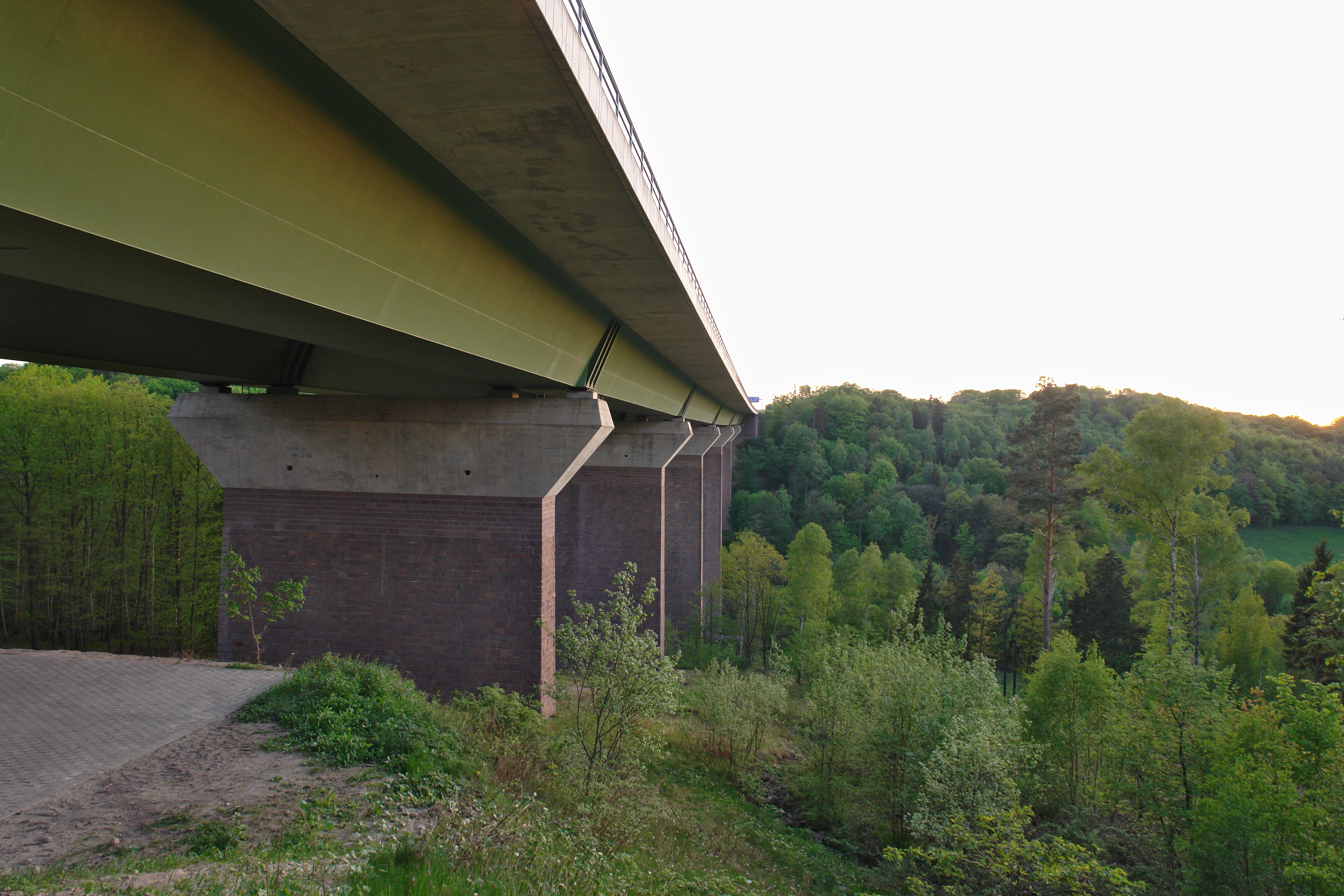
Autobahnbrücke Siebenlehn

Sehenswert sind der Markt, die Kirche (erbaut von 1774 bis 1775) mit einem 46 m hohen Turm, die mit 70 m über dem Tal der Freiberger Mulde ehemals höchste Autobahnbrücke Europas und der Wasserturm von Siebenlehn.

## Wirtschaft und Infrastruktur
Siebenlehn liegt unmittelbar an der Bundesautobahn 4, hat damit Verbindung nach Dresden und Chemnitz (beide Städte sind in ca. 20 min zu erreichen) und verfügt über eine Autobahnausfahrt. Über Nossen ist der Anschluss an die Bundesautobahn 14 in Richtung Leipzig (Fahrzeit ca. 45 min) gewährleistet.
Durch den Ort verlaufen ferner die Bundesstraße 101 und die Staatsstraße 195.
Von 1899 bis 1972 existierte im nahen Tal der Freiberger Mulde für Siebenlehn ein Haltepunkt der Schmalspurbahn Freital-Potschappel–Nossen, mit Bahnanschluss nach Nossen und Wilsdruff.
Der Online-Versandhändler Cyberport betreibt in Siebenlehn ein Logistikzentrum mit 120 Mitarbeitern.

## Persönlichkeiten
- Otto Altenkirch (1875–1945), Maler
- Charitas Bischoff (1848–1925), Schriftstellerin, Tochter von Amalie Dietrich
- Amalie Dietrich (1821–1891), geborene Nelle, Australien- und Naturforscherin, Botanikerin, Zoologin und Pflanzenjägerin
- Otto Koch (1866–1934), Politiker, sächsischer Landtagsabgeordneter (FVp/DDP)
- Balthasar Mathesius (1669–1737), evangelischer Theologe
- Johann Gottlob Mende (1787–1850), Orgelbauer
- Friedrich Oswald Naupert (1841–1926), Unternehmer, Kommunalpolitiker und Ehrenbürger von Roßwein
- Friedrich Wilhelm Putzger (1849–1913), Pädagoge, Schulbuchautor
- Christian Rost (1925–1993), Bildhauer
- Heinrich Spindler (1857–1907), Oberlehrer und Klassischer Philologe